# Kenneth Hagin

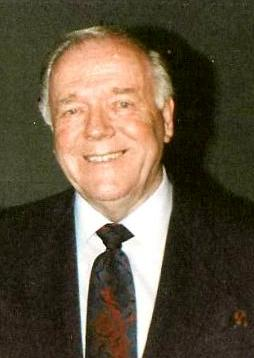
Kenneth Hagin

Kenneth Erwin Hagin (n.20 august 1917 – d.19 septembrie 2003) a fost un predicator american. El a fondat mișcarea cunoscută în America sub denumirea de Word of Faith movement.

## Biografie
Kenneth E. Hagin s-a născut în McKinney, Texas . Este fiul lui Lille Drake Hagin și Jess Hagin. S-a căsătorit cu Oretha Rooker. Au avut doi copii: pe fiul Kenneth Wayne Hagin și fiica Patricia Harrison.
Versetul lui preferat din Biblie era Marcu 11:23 în care se spune: Adevărat vă spun că, dacă va zice cineva muntelui acestuia: „Ridică-te și aruncă-te în mare”, și dacă nu se va îndoi în inima lui, ci va crede că ce zice se va face, va avea lucrul cerut.

## Începutul propovăduirii
Conform spuselor sale, Kenneth Hagin, a avut în copilărie o boală incurabilă de sânge și o inimă deformată. La vârsta de 16 ani, în 1933, a murit și a văzut intrările iadului și pe când să cadă în iad, puterea Domnului l-a salvat și l-a înviat. În 1934 el a fost vindecat în mod miraculous. A scris cărți pe această temă: Kenneth Hagin, I Went to Hell și What Faith Is.
Doi ani mai târziu, el a predicat pentru prima oară într-o mică biserică din Roland, Texas (localitate aflată la 14 km de McKinney). În următorii doisprezece ani a păstorit cinci biserici din Texas: Tom Bean,Farmersville , Talco, Greggton, și Van.